# 温绍康
温绍康（英語：Nathaniel Shio Hong Wan；2000年8月17日—），是英格兰华裔职业足球员，具备代表英格兰国家足球队、马来西亚国家足球队和中国国家足球队，目前效力于马来西亚足球超级联赛球队柔佛DT。

## 早年经历
温绍康在英格兰克罗伊登出生，父亲是来自中国广西，而母亲是来自马来西亚柔佛华裔。温绍康在7岁时加入查尔顿青训队。2016年，则加入约维尔U–18。

## 俱乐部生涯

### 狼队
2019年5月23日，狼队宣布签下温绍康，并代表狼队U–23参加英超U–23联赛。
2019年7月17日，英超亚洲杯决赛中，温绍康在第79分钟替补上场，这是他代表狼队一线队上场，并且随着队伍打败曼城夺得冠军。

#### 外借至瓦拉日丁
2020年2月18日，狼队官方宣布温绍康将租借至克罗地亚足球甲级联赛俱乐部瓦拉日丁半个赛季。

### 柔佛DT
2021年1月29日，柔佛DT宣布与狼队达成协议，温绍康将在同年6月合同到期后正式转会加盟柔佛DT。